# مابل سيمبسون
مابل سيمبسون (بالإنجليزية: Mabel Simpson)‏ هي مصممة أزياء غانية، ولدت في 19 مايو 1984 في المنطقة الوسطى (غانا) ‏ في غانا.